# Stereotipi sugli ebrei
Gli stereotipi nei confronti degli ebrei sono rappresentazioni estremamente generalizzate degli ebrei, spesso di natura caricaturale e con una forte componente di pregiudizio ed antisemitismo. La diaspora ebraica è stata stereotipata per oltre duemila anni come capro espiatorio per una moltitudine di problemi sociali, come ad esempio: gli ebrei che agiscono sempre con una spiacevole ostilità nei confronti dei cristiani, i riti religiosi ebraici pensati come una minaccia verso la Chiesa e lo Stato e gli ebrei comunemente intesi come assassini di cristiani con le loro azioni estreme.
L'antisemitismo è poi proseguito e si è sviluppato nel corso dei secoli fino a raggiungere il suo culmine nella Germania nazista e durante la seconda guerra mondiale con la "Shoah". Il film muto del 1904 intitolato Cohen's Advertising Scheme ha stereotipato gli ebrei come dei mercanti intriganti.
Oggetti, frasi e tradizioni comuni utilizzate per enfatizzare o ridicolizzare l'ebraismo includono la pasta lievitata del bagel, i suonatori di violino, la tradizione musicale del Klezmer, il sottoporsi alla circoncisione, il lagnarsi piagnucoloso, il disputare e mercanteggiare ad ogni piè sospinto e l'espressione di varie frasi yiddish come Mazel tov, shalom e "Oy vey".

## Storia
L'autore Martin Marger scrive che "tutto un insieme di distinti e consistenti stereotipi negativi, alcuni dei quali possono essere rintracciati già nell'Europa medioevale, è stato applicato agli ebrei nel corso della storia". I temi propagandistici dell'antisemitismo, come l'"accusa del sangue", appaiono nel XII secolo e furono accompagnati ad aggressioni e pogrom contro gli ebrei.

### Europa medioevale
La rappresentazione degli ebrei come nemici storici del cristianesimo e della cristianità costituisce a tutt'oggi il più dannoso stereotipo anti-ebraico il quale si riflesse nella letteratura del tardo X secolo fino all'inizio del XII. Gli ebrei furono spesso descritti come vere e proprie consorterie sataniche o come essere loro stessi dei diavoli, oltre che la vivida e palese "incarnazione del male assoluto".
Fisicamente gli ebrei sono stati ritratti come minacciosi, feroci, ribollenti, con verruche e altre deformità; fino a dotarli di corna, zoccolo fesso e marsina. Tale immaginario è stato ampiamente utilizzato secoli dopo nei temi propagandistici del nazionalsocialismo nel corso degli anni venti-quaranta del XX secolo. Questa propaganda si appoggiava essenzialmente sugli stereotipi ebraici per spiegare l'affermazione che voleva il popolo ebraico essere appartenente ad una "razza inferiore".
Sebbene gli ebrei non fossero particolarmente associati con la concessione di prestiti nell'antichità, uno stereotipo che li fa agire con estrema abilità in questa pratica è stato sviluppato a partire dall'XI secolo. Jonathan Frankel osserva che un tale stereotipo, anche se ovviamente reso un'esagerazione, conserva una solida base di realtà. Benché non tutti gli ebrei fossero prestatori di moneta, il divieto nei riguardi dell'usura della Chiesa cattolica, significava che gli ebrei erano i principali rappresentanti del mondo mercantile.

## Caratteristiche fisiche
Nelle caricature e nei cartoni animati si suppone spesso che gli ebrei abbiano grossi nasi,occhi scuri, le palpebre cadenti e la kippah usurata; lo scopo prevalente dello stereotipo del naso ebraico è quello di farne uno dei tratti maggiormente definiti per caratterizzare qualcuno come ebreo.
La diffusione dello stereotipo di raffigurare gli ebrei con un grande naso può essere fatto risalire al XIII secolo, questo secondo l'esperta in storia dell'arte Sara Lipton; la rappresentazione del naso uncinato si radicò nel corso dei secoli nell'immaginario europeo. Il più antico racconto caricaturale anti-ebraico è un dettagliato ghirigoro raffigurato nel margine superiore del libro erariale inglese Exchequer Receipt Roll del 1223: esso mostra tre ebrei dall'apparenza demente all'interno di un castello ed un altro ebreo in mezzo a loro con un grande naso.
Gli ebrei sono stati anche ritratti come scuri di carnagione e affetti da irsutismo; esiste un fungo commestibile di bosco di color marrone, l'"Auricularia cornea" il quale viene ancor oggi comunemente denominato "orecchio peloso dell'ebreo".
Nella cultura popolare europea precedentemente al XX secolo i capelli rossi vennero comunemente identificati tra i tratti distintivi ebraici negativi in quanto rappresentazione figurativa di Giuda Iscariota; durante l'attività dell'inquisizione spagnola nel Sud Italia tutte le persone con i capelli rossi vennero identificate per essere ebrei. In Italia i capelli rossi furono identificati con gli ebrei italiani e Giuda (colui che "tradì il Signore") venne tradizionalmente descritto con rossi capelli ricci sia nell'arte italiana sia in quella spagnola.
Gli scrittori da William Shakespeare a Charles Dickens identificano i personaggi ebrei dotandoli di folti capelli rossi.

## Avidità e intelligenza
Le accuse di essere avidi, spilorci ed eccessivamente attaccati ai soldi fanno parte dell'antisemitismo economico. Gli ebrei sono stati spesso stereotipati come ingordi e meschini per quanto riguarda il denaro; anche questo pregiudizio nacque nel Medioevo, quando la Chiesa vietava ai cristiani di prestare denaro con interessi (una pratica allora denominata come usura, anche se la parola prese poi il significato dell'addebito di un interesse eccessivo). Gli ebrei potevano quindi svolgere professioni ed attività proibite ai cristiani, come per l'appunto quella di usuraio, tanto che molti ebrei entrarono nel commercio del prestito su interesse. Ciò ha condotto fino a tutto il Rinascimento e oltre all'associazione degli ebrei con le pratiche di usura.
Pubblicazioni apocrife e antisemitiche come i Protocolli dei Savi di Sion e testi letterari come Il mercante di Venezia shakespeariano e Oliver Twist di Dickens rafforzarono lo stereotipo dell'ebreo disonesto; Dickens più tardi espresse il suo rammarico per la sua rappresentazione di Fagin (il ricettatore di beni rubati) fatta nel romanzo e nelle successive edizioni ridusse i riferimenti alla sua ebraicità.
Il personaggio di Mr. Riah nel romanzo dickensiano seguente, intitolato Il nostro comune amico, diventa un gentile creditore ebreo e può essere stato creato come una giustificazione dopo Fagin. Riferimenti e allusioni minori presenti ne Le mille e una notte, I tre moschettieri, Pattini d'argento e L'adolescente (la storia di un ragazzo che fa di tutto per poter diventare ricco come i Rothschild) sono solo alcuni esempi della prevalenza di queste percezioni negative.
Alcuni, come l'economista statunitense Paul Volcker, suggeriscono come un tale stereotipo sia diminuito, prevalentemente negli Stati Uniti d'America. Un sondaggio svolto su 1747 adulti statunitensi e condotto dall'Anti-Defamation League nel 2009, ha rilevato che il 18% crede che "gli ebrei abbiano troppo potere nel mondo degli affari", il 13% che "gli ebrei siano più predisposti di altri nell'utilizzare pratiche losche ed equivoche per ottenere quello che vogliono", mentre il 12% che "gli ebrei non sono altrettanto onesti degli altri uomini d'affari".
La frugalità, la parsimonia e la bramosia ebraica sono tra i temi tipici più popolari delle battute sugli ebrei, anche tra gli stessi ebrei (vedi storiella ebraica).
Lo stereotipo diventa particolarmente bizzarro se associato ad una presunta intelligenza superiore, della quale gli ebrei approfittano per guadagnare più degli altri: esiste infatti uno stereotipo secondo il quale gli ebrei sarebbero colpevoli di essere particolarmente intelligenti, approfittandosene per riuscire nella vita e nel lavoro più della media. L'intelligenza e i vantaggi che ne derivano sono considerati un difetto, una mancanza nei confronti dei non ebrei. Tra i principali sostenitori di questo stereotipo vi è lo psicologo statunitense Kevin MacDonald.

## Prevalenza

### Stati Uniti
David Schneider scrive che "tre grandi gruppi di tratti fanno parte dello stereotipo ebraico; innanzitutto gli ebrei sono considerati potenti e manipolatori, in secondo luogo vengono accusati di dividere la loro lealtà tra gli Stati Uniti d'America e Israele; in terzo luogo vengono tratteggiati con i valori riguardanti il materialismo, l'aggressività e l'esclusivismo".
Circa un terzo dell'intera popolazione ebraica europea emigrò nel corso del XIX secolo e durante i primi decenni del XX; circa l'80% di questi immigrati scelse di andare negli Stati Uniti. Anche se non vi sono dubbi che la rappresentazione europea degli ebrei influenzasse i giudizi degli statunitensi, non vi furono mai (a differenza di quanto accadde in Europa) né massacri né restrizioni legali. Sulla base del fatto che l'intera popolazione statunitense è composta da immigrati, l'identità degli ebrei americani viene descritta come essere fluida, trattabile e altamente volontaria.
Con i primi insediamenti di comunità ebraiche facenti parte della Storia degli Stati Uniti d'America (periodo coloniale) venne nella generalità dei casi data agli ebrei la possibilità di vivere apertamente in quanto tali. L'atteggiamento verso gli ebrei - agli occhi delle autorità coloniali - fu che essi in realtà portassero diversi vantaggi all'intera popolazione, soprattutto nelle attività patrimoniali e commerciali. La maggior parte degli ebrei si stabilì nelle città portuali e prosperò nei mestieri industriali contando sui legami familiari e comunitari per le proprie contrattazioni e negoziazioni.
Migliorarono così l'immagine degli ebrei agli occhi dei primi statunitensi i quali gli permisero di vivere sin dall'inizio senza paura nelle loro case, con il loro cibo casher e a volte autorizzandoli ad affittare prima e a prendere possesso poi delle proprie abitazioni. L'esistenza del Colportore aprì però le possibilità di spargere stereotipi riguardanti l'aspetto esteriore: giubbetto e cravatta, con un cappello a larghe tese sempre ben calcato in testa, in quanto gli ebrei compresero ben presto che un cliente potenziale avrebbe avuto meno propensione di aprire la porta ad un uomo sporco e trasandato rispetto che ad uno in abiti eleganti.
Durante la prima guerra mondiale cominciò a modellarsi meglio l'identità e gli atteggiamenti degli ebrei statunitensi, ma tutto ciò venne in gran parte oscurato dalla devastazione e dalla tragedia prodotta nel corso della seconda guerra mondiale. Per la prima volta in questo periodo gli ebrei furono visti principalmente come esponenti della filantropia, che rimane ancor oggi una parte centrale dell'ebraismo statunitense. Lo stereotipo di essere avidi e miserabili sembrò essere sfidato; molti aiuti vennero forniti agli ebrei all'estero da una nuova organizzazione fondata proprio nel 1914, l'"American Jewish Joint Distribution Committee". Alla fine della guerra la joint venture distribuì più di 16,5 milioni di dollari (pari a circa 260 milioni attuali).
Tuttavia gli atteggiamenti nei confronti degli ebrei mutarono dopo il 1918; dal 1920 al 1940 gli Stati Uniti hanno conosciuto i suoi anni di punta nella storia dell'antisemitismo negli Stati Uniti d'America. Molti ebrei associati alla sinistra politica manifestarono presto la loro solidarietà verso la rivoluzione russa o, addirittura, la sostennero. Gli ebrei rimasero colpiti soprattutto dall'impegno assunto dai Soviet di dar loro pari diritti civili, politici e nazionali, il che finì con l'alimentare la "teoria del complotto giudaico". Questa nella storia americana venne chiamata la "paura rossa".
I movimenti di limitazione dell'immigrazione sorsero come funghi, fino a giungere all'"Immigration Act of 1924"; essi ebbero spesso tra i loro membri di maggior rilievo esponenti del razzismo scientifico e dell'eugenetica i quali esprimevano sospetti e odio nei confronti degli ebrei. Perfino nel contesto più intellettuale gli scienziati sociali cominciarono a porre domande del tipo: "gli ebrei possono perdere la loro identità razziale?"; oppure "gli ebrei sono una razza inferiore?". Nel 1938, secondo vari sondaggi d'opinione, circa il 50% degli statunitensi avevano un'assai bassa opinione nei riguardi degli ebrei, credendo ancora che fossero poco credibili e disonesti.
Molti sperarono che gli stereotipi razziali potessero via via andare a scomparire se gli ebrei si fossero impegnati nel modellarsi all'interno della società. Grandi sforzi e impegno vennero riversati verso le organizzazioni di beneficenza ebraiche, questo soprattutto a favore dei nuovi immigrati, in diretta risposta all'antisemitismo.
Gli anni tra il 1945 e il 1965 sono considerati l'età d'oro dell'ebraismo statunitense, a causa del loro trionfo in campo sociale ed economico con un'ampia prosperità e ricchezza, una sub-urbanizzazione e una sempre maggior accettazione nei loro confronti; il tutto grazie anche alla vittoria del liberalismo politico e culturale e l'espansione in direzione di possibilità illimitate.
Gli ebrei si ritrovarono in tal modo ad aumentare la propria partecipazione alla tipica cultura degli Stati Uniti d'America come il cinema, gli spettacoli di pubblico intrattenimento, la pubblicità e lo sport organizzato, in particolar modo il baseball. Più recentemente gli stereotipi maggiormente benigni sugli ebrei sono stati trovati essere di gran lunga superiori alle immagini di natura antisemitica.
L'Anti-Defamation League (ADL) ha condotto indagini telefoniche a livello nazionale per poter analizzare le predominanti credenze statunitensi sugli ebrei; ha concluso che nel 2007 il 15% degli statunitensi (35 milioni di adulti) continua a mantenere opinioni indiscutibilmente antisemitiche; più di un quarto, il 27%, crede che gli ebrei siano stati i responsabili della morte di Gesù. Il numero di afroamericani con forti credenze antisemitiche rimane alto e stabile dal 1992, con oltre il 32%. Molti statunitensi però hanno anche opinioni estremamente positive verso gli ebrei in materia di etica e famiglia; circa il 65% crede che gli ebrei abbiano un impegno speciale rivolto alla giustizia sociale e ai diritti civili; il 79% circa crede che gli ebrei abbiano messo un'enfasi particolare sull'importanza della vita familiare.

## Donne ebree
Gli stereotipi negativi nei confronti delle donne ebree possono ancora apparire ampiamente nella cultura popolare; lo stereotipo dalla madre alternato a quello della "principessa" è ben noto e pervasivo.

### Bella giudea
Quello della bella giudea fu uno stereotipo letterario risalente al XIX secolo, una figura che è spesso associata alla provocazione della lussuria, della tentazione, del peccato e della molestia sessuale nei confronti degli uomini. I tratti principali della sua personalità potrebbero ben essere rappresentati sia positivamente sia negativamente. L'aspetto tipico della bellezza femminile ebraica comprendeva lunghi capelli scuri, grandi occhi, un tono della pelle olivastra e un'espressione languida. Un esempio classico di questo stereotipo lo si può rinvenire nel personaggio di Rebecca in Ivanhoe di Sir Walter Scott; un altro esempio è quello di Miriam presente nel romanzo Il fauno di marmo di Nathaniel Hawthorne.

### Madre ebrea
La stereotipia della moglie e madre ebrea è comune e viene utilizzata per caratterizzare il proprio personaggio tipo da parte dei comici, sia ebrei sia non ebrei, degli sceneggiatori del cinema e della televisione, degli attori e finanche degli scrittori. Lo stereotipo coinvolge generalmente una moglie o una madre insolente e fastidiosa, monomaniaca e rumorosa, chiacchierona, oltraggiosa, soffocante e insopportabile la quale persiste nell'interferire nella vita dei figli anche dopo che questi sono diventati oramai adulti autonomi; ella è inoltre eccellente nella capacità di far sentire in colpa a causa di azioni che possono aver prodotto la sua sofferenza.
Lo stesso stereotipo può includere anche la madre amorosa e orgogliosa che è altamente protettiva nei confronti dei figli davanti agli estranei. Proprio come gli stereotipi inerenti alla madre italiana anche le caratteristiche principali della madre ebrea vengono spesso considerate quelle di essere assai brava a cucinare per la famiglia, a spingere i propri cari a mangiare sempre di più, di provare un profondo senso di orgoglio verso le proprie capacità culinarie. Nutrire una persona amata è caratterizzabile come un'estensione del desiderio materno sopra tutti quelli che la circondano. Lisa Aronson Fontes descrive lo stereotipo come "un interminabile prendersi cura e un auto-sacrificio illimitato", questo da parte di una madre che dimostra il proprio amore con una costante superalimentazione e un'irresistibile sollecitudine su ogni aspetto riguardante il benessere dei figli e del marito.
Una possibile origine di un tale stereotipo può essere intravisto nella ricerca condotta dall'esperta di antropologia Margaret Mead sullo Shtetl, finanziata dall'"American Jewish Committee" (AJC). Anche se le interviste effettuate presso la Columbia University con 128 ebrei di origini europee hanno reso nota un'ampia varietà di strutture e di esperienze familiari, le pubblicazioni risultanti da questo studio e le molte citazioni che si ebbero nei mezzi di comunicazione di massa hanno portato allo stereotipo della madre ebrea: una donna che ama molto tenere sempre tutto sotto il massimo controllo fino al punto da risultare letteralmente soffocante e che tenta di generare enormi sensi di colpa nei suoi figli attraverso l'infinita sofferenza che professa di aver sperimentato per loro.
Lo stereotipo della madre ebrea avrebbe quindi le proprie origini all'interno della stessa comunità ebraico-statunitense, con predecessori diretti provenienti dall'Europa orientale. In Israele, con la sua estrema differenziazione di origini culturale e dove la maggior parte delle madri sono ebree, la stessa madre stereotipata viene conosciuta come la "madre polacca".
Il comico Jackie Mason descrive le madri ebree stereotipate come genitori che sono diventati così esperti nell'arte di aver bisogno dei loro figli che hanno titoli onorari in "agopuntura ebraica". Leon Rappoport osserva che le barzellette sullo stereotipo hanno meno basi nell'antisemitismo di quelle che hanno invece negli stereotipi di genere. William B. Helmreich concorda, osservando che gli attributi inerenti all'iperprotettività condotta dalla madre ebraica, della sua pusillanimità, aggressività e dei suoi tentativi di colpevolizzare, potrebbero ugualmente essere attribuiti anche alle madri di altri gruppi etnici, da quelle italiane alle afroamericane fino a giungere a quelle portoricane.
L'associazione di questo stereotipo - altrimenti di genere - con le madri ebree in particolare è, secondo Helmreich, dato dall'importanza che tradizionalmente viene posta dall'ebraismo alla casa e alla famiglia e sul ruolo che la donna ha in essa. L'ebraismo, come esemplificato dalla Bibbia (ad esempio "l'esortazione materna" presente nel Libro dei proverbi 31) e altrove, nobilita la maternità e collega le madri con la "virtù". Questa nobiltà è stata ulteriormente aumentata dalla povertà e dalle difficoltà degli ebrei dell'Europa orientale che immigrarono negli Stati Uniti (durante il periodo 1881–1924, quando è avvenuta una delle più grandi ondate di tale immigrazione), in cui sono stati trasmessi dai genitori ai bambini i requisiti del duro lavoro attraverso il senso di colpa: "lavoriamo così tanto per poter essere felici".
Altri aspetti dello stereotipo sono radicati in quei familiari e genitori ebrei immigrati con l'intenzione dichiarata di far ottenere il massimo successo sociale ai loro figli, provocando una spinta alla perfezione e ad una continua insoddisfazione nei confronti di qualsiasi risultato minore conseguito. Hartman osserva che la radice dello stereotipo è nell'auto-sacrificio degli immigrati di prima generazione, in grado di sfruttare appieno il metodo di istruzione negli Stati Uniti d'America e il conseguente trasferimento delle loro aspirazioni, tutte rivolte al successo e allo status sociale proprio e dei loro figli. Una madre ebrea ottiene uno status sociale vicario dai risultati ottenuti dai suoi figli, dove da sola non è in grado di ottenerlo.
Una delle prime figure di madre ebrea della cultura popolare statunitense è stata Molly Goldberg, ritratta da Gertrude Berg nella situation comedy The Goldbergs trasmessa prima alla radio dal 1929 al 1949 e poi in televisione dal 1949 al 1955. Ma lo stereotipo, così come è stato capito nel XX secolo, viene esemplificato anche da altre figure letterarie; queste includono Rose Morgenstern nel romanzo di Herman Wouk del 1955 Marjorie Morningstar; Mrs. Patimkin in Addio, Columbus e cinque racconti di Philip Roth e Sophie Ginsky in Lamento di Portnoy anch'esso di Roth.
Per Sylvia Barack Fishman le caratteristiche risaltanti di Marjorie Morningstar e di Sophie Portnoy è che esse raffigurano entrambe "una donna ebrea forte che cerca di controllare la sua vita e gli eventi intorno a lei; intelligente, eloquente ed aggressiva, che non accetta passivamente la vita ma che invece cerca di formare gli eventi, gli amici e le famiglie, per far corrispondergli le sue visioni di un mondo ideale".
La madre ebrea è diventata una delle due figure femminili ebraiche della letteratura del XX secolo, l'altra essendo la "principessa ebrea americana". L'epicentro dello stereotipo era diverso dei suoi precursori; gli scrittori ebrei avevano precedentemente impiegato lo stereotipo della matrigna prepotente, ma l'attenzione on veniva sempre ivolta alla donna, piuttosto all'uomo inconcludente che ella, per necessità, si trovava a dominare. Il centro stereotipico nascente della madre ebrea si basava altresì in uno spostamento delle circostanze economiche degli ebrei statunitensi nel corso del XX secolo. Essi non si trovavano più difatti a lottare come gli immigrati di prima generazione costretti a vivere in quartieri degradati.
L'ethos del lavoro delle donne ebree e dei livelli di ansia e drammatizzazione delle loro vite è stato considerato ingiustamente eccessivo per gli stili di vita che avevano (almeno per quanto concerneva gli ebrei di ceto medio), divenute molto più sicure e suburbane verso la metà del secolo. La letteratura ebraica è venuta a concentrarsi sulle differenze tra le donne ebraiche e quello che gli stessi ebrei consideravano come i differenti ideali e idee delle donne statunitensi; la "bomba sexy bionda", il "gattino sessuale" o la bionda dolce e docile ("torta di mele") che sostiene sempre il suo uomo. Al contrario gli scrittori ebrei hanno osservato la donna ebrea ancora articolata e intelligente come essere ma, per confronto, invadente, non raffinata e ben poco attraente.
Fishman descrive lo stereotipo della madre ebrea utilizzata dagli scrittori ebrei maschi come "un'immagine speculare grottesca della proverbiale donna di valore". Una madre ebrea era quindi una donna che aveva le proprie idee sulla vita, che tentava di conquistare i figli e il marito e che usava il cibo, l'igiene e il senso di colpa come armi. Così come Helmreich, anche Fishman osserva che, mentre cominciò come stereotipo universale di genere, esemplificato dalla critica di Erik Erikson del "Mammismo" nel 1950 e dall'esplosione di Philip Wylie nel suo Generation of Vipers del 1942 contro la "cara vecchia mamma" che lega tutta l'America maschile alle corde del suo grembiule, esso è venuto rapidamente ad essere associato in modo particolare alle madri ebree, in parte anche perché l'idea è diventata una trama della fiction ebraica statunitense.
Questo stereotipo godeva di una ricezione di tipo misto alla metà del XX secolo. Nel suo saggio del 1967 intitolato Defense of the Jewish Mother Zena Smith Blau difese lo stereotipo affermando che in conclusione, inculcando le virtù che conducevano al successo, il risultato giustificava i mezzi; il controllo attraverso l'amore e il senso di colpa. Rimanere legati alla "mamma" teneva quindi i ragazzi ebrei lontani dagli "stessi amici, in particolare quelli provenienti da famiglie povere d'immigrati con origini rurali i cui genitori non valevano granché in capacità educative".
Un esempio dello stereotipo, come si era sviluppato nel corso degli anni settanta, è stato il personaggio di Ida Morgenstern, madre di Rhoda Morgenstern la quale apparve inizialmente sporadicamente nella serie televisiva Mary Tyler Moore ed in seguito come uno dei personaggi del suo spin-off Rhoda.
Secondo Alisa Lebowalla verso la fine del XX secolo e al principio del XXI lo stereotipo della madre ebrea è andato via via scomparendo nei film; ella osserva che non sembra vi sia stato uno sforzo consapevole da parte degli sceneggiatori o dei produttori cinematografici nel riscrivere o cambiare lo stereotipo, come conseguenza di un programma di revisionismo, ma che è semplicemente caduto in quella generazione.
Nonostante questo il concetto della madre ebrea, mentre svanisce nei film, può essere ancora rinvenuto nella cultura popolare. Un uso dello stereotipo della madre ebrea può essere ad esempio notato nel programma televisivo The Big Bang Theory ed interpretato dal personaggio della madre di Howard Wolowitz il quale viene presentato solo vocalmente. La signora Wolowitz è forte, prepotente e troppo protettiva nei confronti del figlio. Nello show televisivo South Park Sheila Broflovski, madre del personaggio principale Kyle Broflovski, appartiene all'ebraismo ortodosso e rappresenta una caricatura degli stereotipi associati alla sua etnia e al suo ruolo, come ad esempio parlare ad alta voce e con un accento di Long Island, oltre che essere iperprotettiva nei confronti del figlio.

### Principessa ebrea statunitense
Quello della principessa ebrea statunitense è uno stereotipo peggiorativo che ritrae alcune ragazze ebree come delle mocciose viziate, immerse nel materialismo e nell'egoismo, attributi provenienti essenzialmente dal loro essere ricche e coccolate. Questo stereotipo è stato spesso descritto nei media statunitensi contemporanei sin dalla metà del XX secolo. Le "principesse" vengono ritratte come privilegiate e affette da nevrosi.
Un esempio di uso umoristico di un tale stereotipo appare nella canzone di Frank Zappa Jewish Princess del 1979, presente nel doppio album Sheik Yerbouti. Le comiche ebree come Sarah Silverman hanno anche satirizzato lo stereotipo, così come ha fatto anche il regista Robert Townsend nella sua commedia intitolata Vita da principesse,
Secondo Machacek e Wilcox lo stereotipo della principessa ebrea statunitense non è emerso solamente dopo il 1945, ma anzi esso è peculiare nello spettacolo americano. Nel 1987 l'"American Jewish Committee" (AJC) ha indetto una conferenza apposita sugli stereotipi attuali delle done ebree, sostenendo che tali canzonature "rappresentano una rinascita della vocazione al sessismo e all'antisemitismo mascherante una vena palese di misoginia".
Lo stereotipo era in parte costruito e diffuso da alcuni scrittori maschi ebrei del dopoguerra, in particolare Herman Wouk nel suo romanzo del 1955 Marjorie Morningstar e dallo stesso Philip Roth in Addio, Columbus e cinque racconti del 1959, con protagonisti che si adattano assai bene allo stereotipo.
Il termine "principessa ebrea statunitense" e lo stereotipo associato ad essa hanno avuto avvio nel corso degli anni settanta con la pubblicazione di diversi articoli come Sex and the Jewish Girl uscito su Cosmopolitan a cura di Barbara Meyer e The Persistence of the Jewish Princess uscito su New York a cura di Julie Baumgold. Le relative battute sono diventate prevalenti a partire dalla fine degli anni settanta.
Secondo Riv-Ellen Prell la crescita dello stereotipo negli anni settanta è dovuto alle pressioni del ceto medio ebraico per mantenere uno stile di vita visibilmente opulento in quanto la ricchezza dei decenni postbellici era diminuita. Il concetto colpiva il bersaglio con scherzi e falsificazioni da parte di molti, inclusi gli ebrei.
Il soggetto stereotipato, come viene descritto in queste fonti, è raffigurato dall'eccessiva indulgenza da parte dei genitori con una sovrabbondanza di attenzioni e denaro, con la conseguenza che la "principessa" viene ad avere aspettative e sensi di colpa irrealistici, accompagnate dall'abilità manipolatoria nell'addossare la colpa ad altri, con una conseguente carenza di vita affettiva. Lo stereotipo è stato descritto come "una femmina sessualmente repressiva, tutta concentrata in se stessa, materialista e pigra" ed inoltre "viziata, eccessivamente preoccupata dell'aspetto fisico e indifferente alla sessualità": quest'ultimo è il suo tratto più notevole..
Lo stereotipo raffigura anche relazioni con uomini deboli facilmente controllati e disposti a spendere grandi quantità di denaro e di energia per poter ricreare quella dinamica che ha preso vita durante la loro prima educazione. Questi uomini tendono ad essere del tutto soddisfatti nel realizzare le sue infinite esigenze di cibo, beni materiali ed attenzioni. Lo stereotipo è spesso, anche se non sempre, la base delle battute sia all'interno che all'esterno della comunità ebraica.
Zappa è stato accusato di antisemitismo per la sua canzone, un'accusa che ha ripetutamente negato sulla base del fatto che non è stato lui ad inventare il concetto e che le donne che si adattano allo stereotipo esistono veramente. Negli ultimi anni alcune donne ebree hanno tentato di riappropriarsi del termine e d'incorporarlo come facente parte di un'identità culturale.
Esso è stato anche criticato per il suo sfondo essenzialmente sessista e per la marcatura peggiorativa delle giovani donne ebree in quanto viziate e materialiste. Le preoccupazioni concernenti lo stereotipo riguardano anche gli episodi che vengono utilizzati peggiorativamente nei college e all'università; questi sono stati fatti notare anche da giornali, periodici e finanche riviste accademiche. Lo show Crazy Ex-Girlfriend (serie televisiva) creato da Rachel Bloom presenta una parodia canzonatoria che può essere intesa come una satira che abbraccia questo tropo; la "principessa" è presente nella prima stagione e il suo personaggio Rebecca Bunch è ebrea.

## Uomo ebreo

### Avvocato ebreo
Quello dell'avvocato ebreo è uno stereotipo sugli ebrei che li descrive, in particolare gli avvocati, come intelligenti, avidi, sfruttatori, disonesti e impegnati nella turpitudine morale e nel legalismo eccessivo. Ted Merwin scrive che negli Stati Uniti d'America lo stereotipo è diventato popolare alla metà del XX secolo, quando gli ebrei hanno cominciato ad entrare nelle professioni legali. Ma gli ebrei cominciarono in realtà ad entrarvi decenni prima e al tempo della grande depressione molti di essi facevano già parte dell'establishment legale.
Il carattere dell'avvocato ebraico appare frequentemente nella cultura popolare. Jay Michaelson scrive in The Forward che il personaggio di Maurice Levy nella serie drammatica The Wire (serie televisiva) ed interpretato da Michael Kostroff è stereotipato nella sua quintessenza con "un accento newyorkese e la pelle pallida, capelli castani e col naso degli Askenaziti, cioè del tipico ebreo statunitense.
Questa stereotipizzazione viene parodiata in Breaking Bad - Reazioni collaterali e nel suo prequel Better Call Saul, dove il personaggio Saul Goodman è un avvocato irlandese statunitense che finge di essere un ebreo per riuscire ad ottenere un maggior numero di clienti, credendo che ciò lo possa rendere più competente come avvocato.